# Максим Неаполитанский
Максим (итал. Massimo di Napoli; IV век) — епископ Неаполя, священномученик. День памяти — 10 июня.
Святой Максим был епископом Неаполя с 359 года. Известен как защитник решений Никейского собора. Святой Максим был изгнан из города. Ставший епископом Зосима, исповедовал арианство, но по молитвам святого не мог проповедовать в городе. Святой Максим был умучен в изгнании.